# Batman: The Animated Series
Batman: The Animated Series är en amerikansk tecknad TV-serie som vunnit Emmys två gånger. Den sändes åren 1992–1995 och var baserad på DC Comics superhjälte Batman. Serien fick flera långfilmer baserade på TV-serien bland annat Batman möter mörkrets hämnare, Batman & Mr. Freeze i minusgrader, Batman: Mysteriet med Batwoman och en uppföljarserie vid namnet Batman Beyond.
Nya skurkar som Red Claw, ninjan Kyodai Ken, Tygrus och Sewer King dök upp i serien, men blev inte så populära. Mer framgångsrika blev figurerna Harley Quinn, detektiv Renee Montoya och den psykopatiske Lock-Up, som alla blev figurer i serietidningarna.
Serien anses ha spelat en viktig roll för att göra animerade actionserier mörkare och seriösare, och även kunna tilltala en äldre publik, men samtidigt även anses som barnvänliga.

## Rollista
| Figur                                     | Originalröst                      | Svensk originalröst                        |
| ----------------------------------------- | --------------------------------- | ------------------------------------------ |
| Batman / Bruce Wayne                      | Kevin Conroy                      | Mattias Knave                              |
| Alfred Pennyworth                         | Clive Revill Efrem Zimbalist, Jr. | Andreas Nilsson                            |
| Robin / Dick Grayson                      | Loren Lester                      | Peter Sjöquist                             |
| Batgirl / Barbara Gordon                  | Melissa Gilbert                   | Susanne Barklund Charlotte Ardai Jennefors |
| James "Jim" Gordon                        | Bob Hastings                      | Per Sandborgh                              |
| Harvey Bullock                            | Robert Costanzo                   | Fredrik Dolk                               |
| Jokern / Jack Napier                      | Mark Hamill                       | Per Sandborgh                              |
| Pingvinen / Oswald Chesterfield Cobblepot | Paul Williams                     | Per Sandborgh                              |
| Catwoman / Selina Kyle                    | Adrienne Barbeau                  | Malin Berghagen Annica Smedius             |
| Gåtan / Edward Nygma                      | John Glover                       | Peter Sjöquist                             |
| Mr. Freeze / Dr. Victor Fries             | Michael Ansara                    | Fredrik Dolk                               |
| Two-Face / Harvey Dent                    | Richard Moll                      | Andreas Nilsson                            |
| Brännässlan / Dr. Pamela Lillian Isley    | Diane Pershing                    | Vicki Benckert                             |
| Harley Quinn / Dr. Harleen Quinzel        | Arleen Sorkin                     | Vicki Benckert Pernilla Wahlgren           |
| Fågelskrämman / Dr. Jonathan Crane        | Henry Polic II                    | Andreas Nilsson                            |
| Dräpar-Croc / Waylon Jones                | Aron Kincaid                      | Fredrik Dolk Per Sandborgh Andreas Nilsson |
| Bane                                      | Henry Silva                       | Stephan Karlsén Johan Hedenberg            |
| Galne hattmakaren / Jervis Tetch          | Roddy McDowall                    | Andreas Nilsson                            |
| Clayface / Matt Hagen                     | Ron Perlman                       | Peter Sjöquist                             |
| Rupert Thorne                             | John Vernon                       | Peter Sjöquist                             |
| Man-Bat / Dr. Kirk Langstrom              | Marc Singer                       | Andreas Nilsson                            |
| Ventriloquist / Arnold Wesker             | George Dzundza                    | Peter Sjöquist                             |
| Ra's al Ghul                              | David Warner                      | Andreas Nilsson                            |
| Renee Montoya                             | Ingrid Oliu Liane Schirmer        | Vicki Benckert                             |
| Summer Gleeson                            | Mari Devon                        | Malin Berghagen                            |
| Dr. Leslie Tompkins                       | Diana Muldaur                     | Maria Weisby                               |
| Borgmästare Hamilton Hill                 | Lloyd Bochner                     | Tommy Nilsson                              |
| Veronica Vreeland                         | Marilu Henner                     | Malin Berghagen                            |
| Zatanna                                   | Julie Brown                       | Malin Berghagen                            |
| Red Claw                                  | Kate Mulgrew                      | Malin Berghagen                            |
| Clock King / Temple Fugate                | Alan Rachins                      | Fredrik Dolk, Andreas Nilsson              |
| Talia al Ghul                             | Helen Slater                      | Vicki Benckert                             |

## Hemvideoutgivningar
Hela serien utgavs till DVD i region 1 den 4 november 2008. Den har också getts ut på VHS och DVD i Sverige.

## Internationella sändningar
TV-serien har i Sverige visats på TV 1000, TV4 och Kanal 5.